# Краснянські оборонні укріплення
Краснянські оборонні укріплення - залишки оборонних споруд XV-XVII століть, що збереглися на території села Красне Тиврівського району Вінницької області.

## Історія

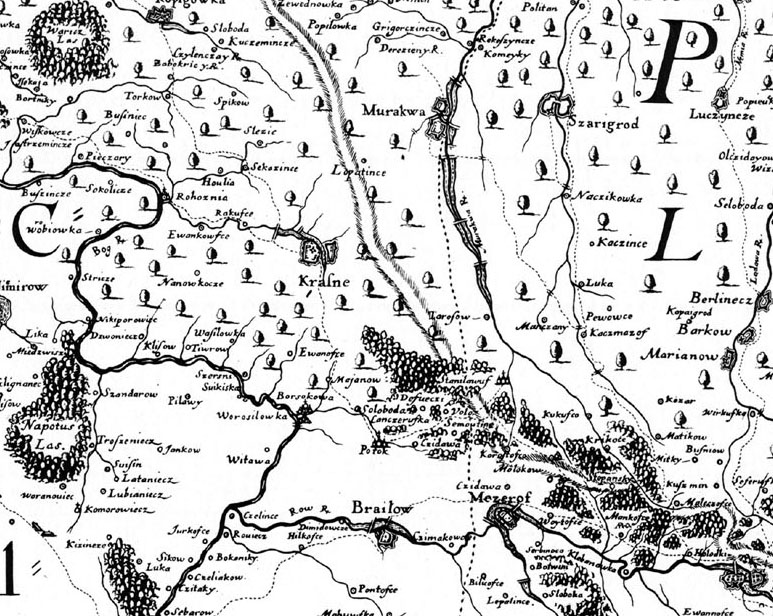
Фрагмент Карти України Гійома де Боплана, 1650р.

Перші згадки про оборонні укріплення містечка Красне датуються XV століттям. На території поселення знаходився оборонний замок. Але вже в документах 1585 року ця територія «згадується лише, як урочище, і було заново осаджене в XVII столітті.»
Підтвердженням існування укріплених споруд на території Красного слугує карта України 1650 року, створена Гійомом де Бопланом.
У лютому 1651 року у ході визвольної війни під проводом Богдана Хмельницького в Красному відбулася битва козаків Данила Нечая з польським військом Марціна Калиновського. Спочатку козаки знаходилися всередині фортеці: з трьох сторін неприступної, з четвертої огородженої ополонками, зробленими в ставку. Після захоплення Красного поляками місто та замок були спалені.
Французький дипломат Ульріх фон Вердум, який у 1671 році супроводжував короля Яна Собеського, у щоденнику подорожі за 28 серпня 1671р. записав:  

"...Місто лежить на двох пагорбах по обох берегах озер. Одна частина через яку ми проїжджали, значна за площею. Раніше з боку суші була захищена земляним валом і ровом, тепер же тут є лише частокіл і якихось сім чи вісім хат. Друга частина, не настільки спустошена, захищена по-козацькому земляним валом і балюстрадами з балок…"

Наприкінці ХІХ століття у межах містечка залишалися залишки зруйнованого поселення. Вони мали чотирикутну форму. Із зовнішніх укріплень збереглися два вали, один довжиною 410 сажнів, шириною 4 сажні, другий – довжиною 900 сажнів.
В 1947 році залишками колишнього оборонного земляного валу зацікавилися вчені. Експедиція Вінницького педагогічного інституту та Академії наук УРСР, провівши розкопки, виявила залишки зброї часів козаччини.

## Сьогодні

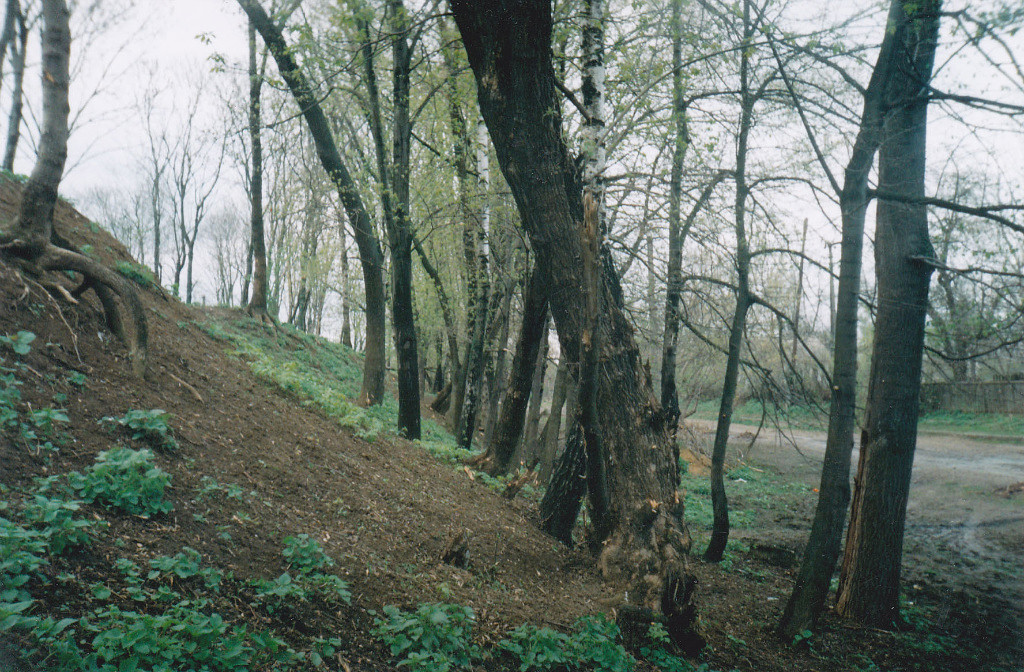
Залишки укріплень, 2010р.

Після розбудови села залишки валу стали слугувати межами між городами та садибами. З часом почали зрівнюватися з первинним рельєфом місцевості, але і сьогодні можна прослідкувати межі проходження укріплень.
Залишки оборонних споруд можна чітко побачити біля Краснянської ЗОШ І-ІІІ ст.